# Scientific Management

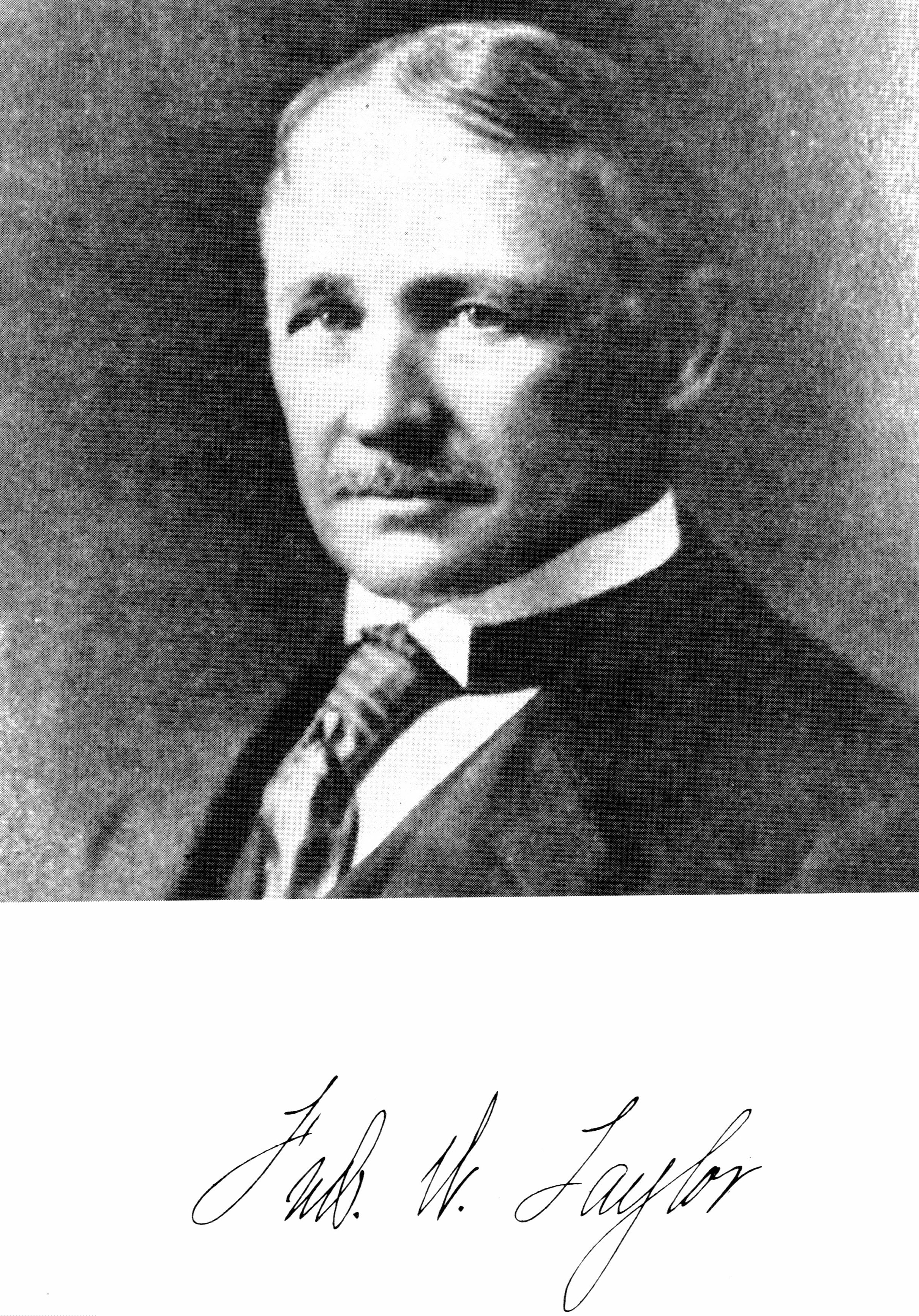
Frederick Winslow Taylor

Das Scientific Management (deutsch Wissenschaftliche Betriebsführung) ist ein Managementkonzept, das Frederick Winslow Taylor (1856–1915) entwickelte und 1911 in seinem gleichnamigen Hauptwerk darlegte. Taylor meinte, Management, Arbeit und Unternehmen mit einer rein wissenschaftlichen Herangehensweise optimieren zu können, um dadurch soziale Probleme zu lösen sowie „Wohlstand für alle“ zu erreichen. Als wesentliche Komponenten gelten:
- die Trennung von ausführender und planender Arbeit (Arbeitsvorbereitung),
- Zeitstudien zur Ablaufverbesserung und Ermittlung von Vorgabezeiten,
- Differential-Lohnsystem,
- Vorgaben des täglichen Arbeitspensums und
- Funktionsmeistersystem.

Scientific Management bezieht sich hauptsächlich auf noch eher handwerklich orientierte Massenproduktionsstrukturen (Werkstattfertigung) im Übergang von Manufaktur- zur Fabrikarbeit und weniger auf Strukturen, in denen der Arbeitstakt durch Maschinen bestimmt wird.
Zu unterscheiden sind die als Scientific Management benannten Ideen Taylors selbst von deren Rezeptionen, Weiterentwicklungen und Kritiken, die mit dem Begriff Taylorismus zusammengefasst werden.

## Begriff Scientific Management
Der Begriff Scientific Management wurde nicht durch Taylor selbst geprägt, sondern von Louis D. Brandeis im Rahmen eines von ihm organisierten Treffens, an dem unter anderem auch Frank Bunker Gilbreth und Henry Laurence Gantt teilnahmen. Taylor selbst akzeptierte den Begriff nur sehr widerwillig. Die alternative Bezeichnung Taylor-System lehnte er gänzlich ab und bevorzugte selbst den Begriff Prozesssteuerung (Original: task management.). Schlussendlich zeigte er sich mit dem Begriff Scientific Management einverstanden, nachdem sich dieser öffentlich durchsetzen konnte.

## Prinzipien und Grundsätze des Scientific Management
Als Ausgangspunkt seiner Analyse wählte Taylor das sogenannte loafing (englisch: Faulenzen; hier: Leistungszurückhaltung) der Arbeiter. Die Frage war, wie man die Arbeiter zur vollständigen Erbringung der ihnen möglichen Arbeitsleistung bewegen könnte. Er kam zu dem Schluss, dass zwischen Arbeitern und Management ein Machtkampf herrsche und dass dieser Kampf von den Arbeitern gewonnen würde, solange nur sie die Arbeit kennen und beherrschen und dem Management nicht bekannt sei, was die tatsächlich erreichbare Arbeitsleistung ist. Taylor war von der Unsinnigkeit eines solchen Machtkampfes überzeugt und postulierte, dass die Erbringung der maximal möglichen Tagesleistung durch einen Arbeiter nicht nur im konvergenten Interesse der beiden Parteien ist, sondern sogar der ganzen Gesellschaft. Daher ging er von zwei Prinzipien aus:
1. Statt einander zu bekämpfen, sollen sich Mitarbeiter und Manager ihrer gemeinsamen Interessen bewusst werden und sich gemeinsam um das höchstmögliche Wohlergehen beider Seiten und damit des Unternehmens und der Gesellschaft bemühen.
2. Beide Seiten sollen dazu auf die neue Wissenschaft des Scientific Management vertrauen, welche die Erfordernisse und Bedingungen einer Arbeitstätigkeit unparteiisch und unbezweifelbar festlegt.[6]

Ziel sind „hohe Löhne, geringe Herstellkosten“ bei einer Arbeitsbelastung, die es dem Arbeiter ermöglicht, diese Leistung Tag für Tag über Jahre hinweg ohne Gesundheitsbeeinträchtigungen zu erbringen. Dazu forderte er die Anwendung folgender Grundsätze:
1. ein großes tägliches Arbeitspensum,
2. Gleichmäßigkeit und geregelte Arbeitsbedingungen,
3. hohe Löhne bei hoher Arbeitsleistung sowie
4. Einbuße an Lohn bei Minderleistung.

Für Werkstätten, welche sein System bereits weitgehend erfolgreich eingeführt haben, soll ein fünfter Grundsatz dazu kommen, nämlich: „Das tägliche Arbeitspensum sollte so hoch bemessen sein, dass es nur durch einen erstklassigen Arbeiter vollbracht werden kann“. Dieser Grundsatz orientiert sich bereits sehr stark an seine Methoden und Instrumente.

### Grundprinzipien
Die von Taylor vorgeschlagenen Methoden beruhen auf verschiedenen Grundprinzipien (Axiomen) und funktionieren nur, solange diese Prinzipien eingehalten werden können:
1. Die externen (z. B. Zulieferer) und internen (z. B. Arbeitsabläufe) Prozesse eines Unternehmens können berechnet und beherrscht werden.
2. Die Arbeit kann in ausführende und planende Arbeit getrennt werden.
3. Die Arbeiter und Maschinen erfüllen lediglich einzelne Funktionen (Spezialisierung), die sich zentral planen und steuern lassen (Zentralisierung).
4. Anhand wissenschaftlicher Methoden ist es möglich, die beste Art und Weise zur Ausführung eines Arbeitsschrittes zu ermitteln.
5. Die notwendigen Arbeitsabläufe, um ein Produkt zu fertigen, bestehen aus einer bestimmten und festlegbaren Abfolge von Ausführungsfunktionen.
6. Menschen arbeiten lediglich, um Geld zu verdienen.

In der Praxis können jedoch oftmals diese Grundprinzipien nicht eingehalten werden. So können sich Zulieferer verspäten und Arbeiter krank werden, Maschinen gehen kaputt oder Werkstücke entsprechen nicht den Qualitätsanforderungen und müssen nachgearbeitet werden. Durch den hohen Spezialisierungsgrad der Arbeit entsteht bei den Arbeitenden Monotonie, was der Leistungsfähigkeit abträglich ist. Dies hat zur Folge, dass ein immer höherer Aufwand betrieben werden muss (mit steigender Bürokratie), um die Berechenbarkeit und Beherrschbarkeit der Arbeitssysteme aufrechtzuerhalten. Es müssen Reserven angelegt werden, um verspätete Lieferungen aufzufangen, kranke Arbeiter oder kaputte Maschinen zu ersetzen, was weitere Kosten verursacht.

## Organisation des Scientific Management

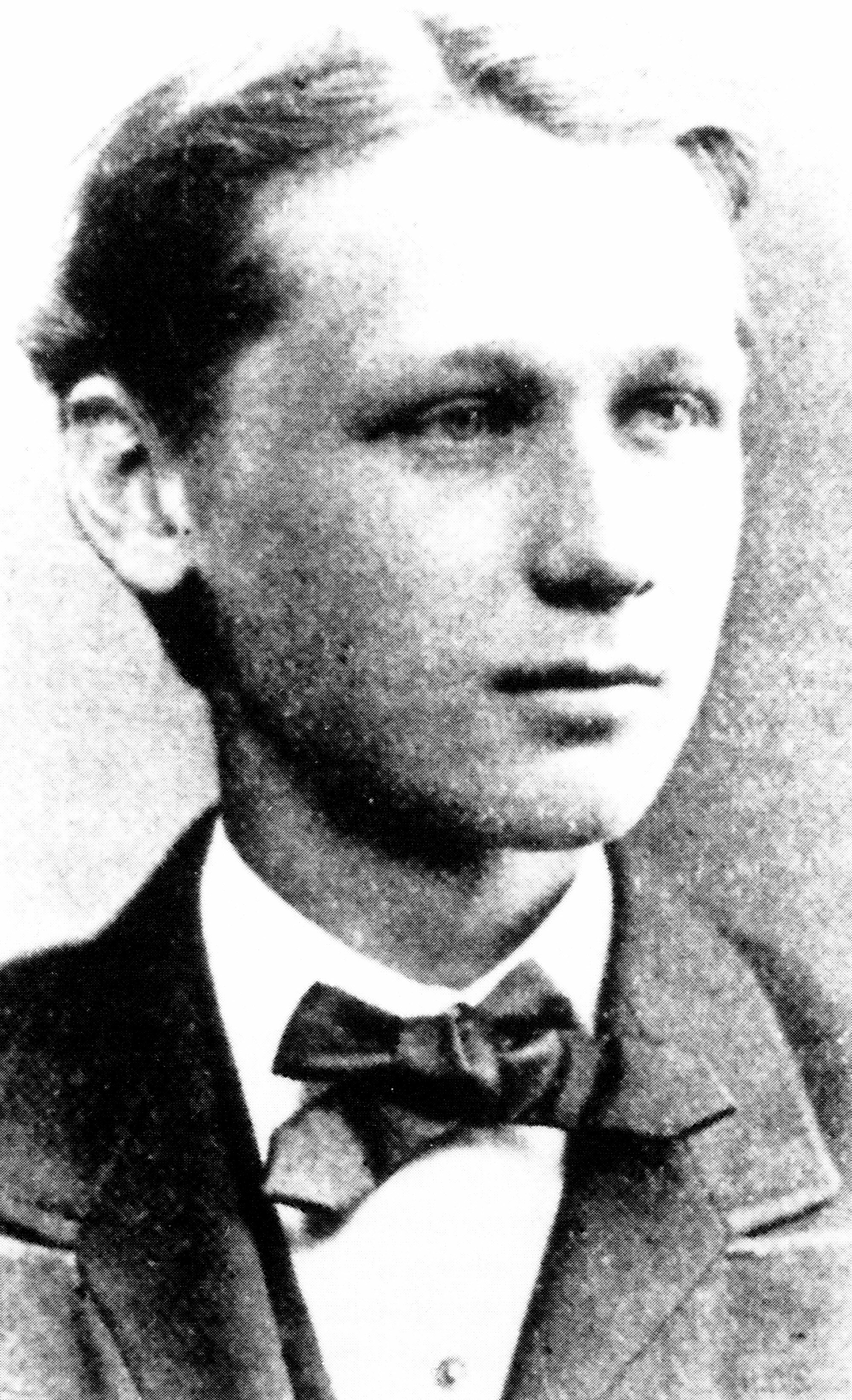
F. Taylor 1873

Bei den Organisationsvorstellungen bewegte sich Taylor an einem Scheideweg zwischen „traditioneller“ Manufakturorganisation und den Erfordernissen an „moderner“ Fabrikorganisation. Mit der Situation des in Fabriken oft durch die Maschine bestimmten Arbeitstaktes setzt er sich kaum auseinander. Den Zusammenbruch der Meisterwirtschaft in der industriellen Fabrikation und das Problem des alleinigen Einflusses des Arbeiters auf die Herstellungszeit außerhalb eines Maschinentaktes analysiert er treffend. Seine Lösungsvorschläge stoßen jedoch teilweise auf große Skepsis sowohl im Management als auch bei den Gewerkschaften und in der Literatur.
Kern seiner Organisation ist das so genannte Arbeitsbüro (heute: Arbeitsvorbereitung). Hierhin sollte mindestens die Hälfte der Arbeit verlagert werden. Es sollte mindestens, für jeden Arbeiter, für den jeweils nächsten Tag, detaillierte Arbeitspläne erarbeiten und dem Arbeiter damit schriftlich mitteilen, was er wie und wie lange zu tun hatte. Speziell am Arbeitsbüro entzündeten sich Widerstände des Managements, das darin eine Beschneidung der eigenen Funktion und Macht sah.
Taylor sah das bis dahin übliche, militärisch orientierte, Einliniensystem überfordert und postulierte stattdessen die Notwendigkeit einer funktionalen Arbeitsteilung auch im Management, insbesondere im Arbeitsbüro. Dabei zerlegte er die Meisteraufgabe in insgesamt acht Funktionen und sah für jede der Funktionen einen so genannten Funktionsmeister vor, welcher den Arbeiter in seiner jeweiligen Funktion nicht nur detailliert unterweisen und trainieren, sondern auch die jeweilige Arbeit selbst gut genug beherrschen sollte, um einem Arbeiter jederzeit etwas vorzumachen.

## Methoden und Instrumente
Die von Taylor vorgestellten Methoden hielt dieser selbst für zweitrangig. Sie nützen nichts, wenn die Grundsätze nicht verstanden seien und beachtet würden. Er erwartete zudem, dass sie in der weiteren Entwicklung durch bessere ersetzt würden.

### Methode 1: Erfassung und Normierung der Arbeitstätigkeit

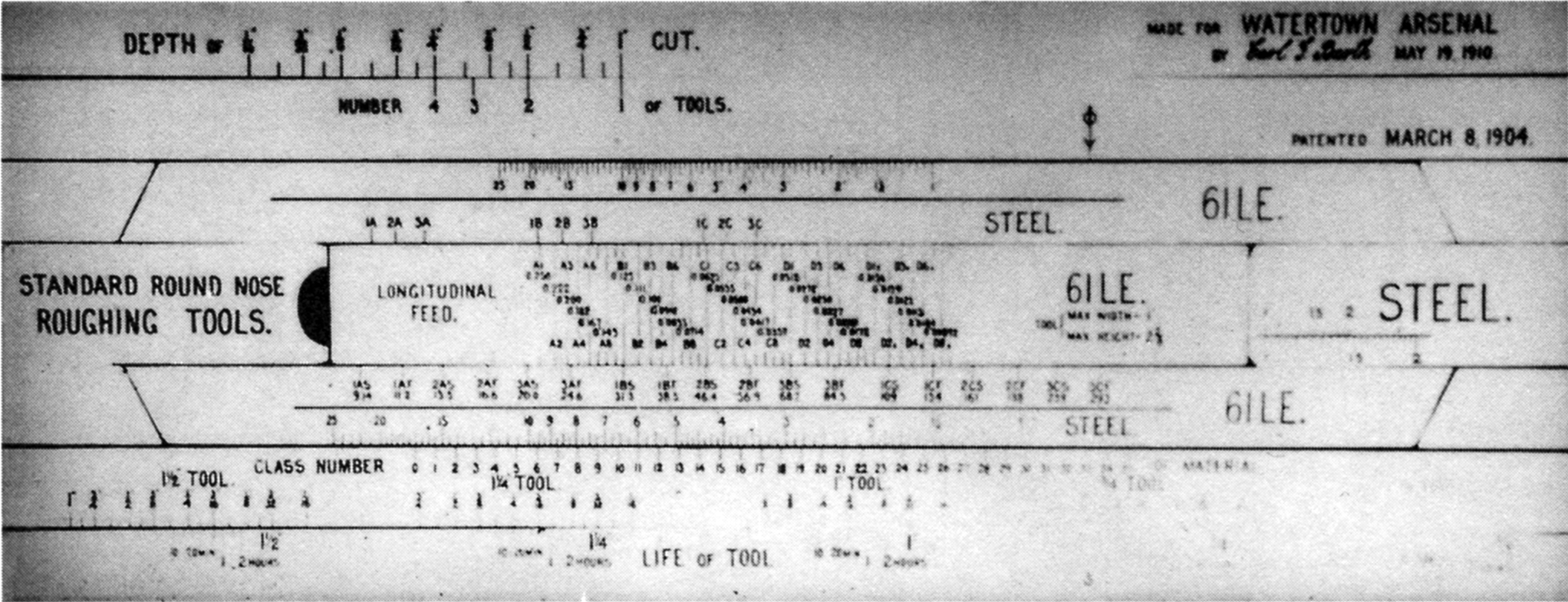
Rechenschieber für Dreharbeiten entwickelt von Taylors Mitarbeiter, dem Mathematiker Carl Georg Barth um 1904

Planung und Kontrolle der Produktion sollen von deren Ausführung getrennt werden (Trennung von Hand- und Kopfarbeit). Die physisch-mechanische Durchführung der Produktion wird von am Lohn interessierten Arbeitern vollzogen, die Analyse und Planung des Arbeitsprozesses wird durch Spezialisten im Management auf wissenschaftlichen Grundlagen basierend ausgeführt. Taylor stellte heraus, dass viele der Gewerke, welche in „modernen“ Fabrikwerkstätten anzutreffen seien, bereits seit tausenden von Jahren handwerklich ausgeübt würden und von Generation zu Generation verbessert wurden. Dennoch würden sie von Handwerker zu Handwerker auf ganz unterschiedliche Weise durchgeführt und untersuchte man sie mit neuen wissenschaftlichen Methoden, ließen sie sich noch entscheidend verbessern. Seine Schlussfolgerung war, dass der Arbeiter, selbst bei bestem Bemühen, nicht fähig sei, die beste Arbeitsmethode selbst zu entwickeln.
Er machte dies am Beispiel des Drehens deutlich. Hier wurde es erst durch umfangreiche Zeitstudien und mit der Hilfe eines Mathematikers (Einflussgrößenrechnung) möglich, einen Rechenschieber zu entwickeln, auf dem der Arbeiter für einen gegebenen Drehauftrag das beste Werkzeug und die optimale Drehgeschwindigkeit ablesen kann. Eine Leistung, die der Arbeiter alleine aufgrund seiner Erfahrung nicht in der Lage sei, zu erbringen.
Taylor war damit weder – wie in der Literatur oft behauptet – der Erfinder der Zeitstudien noch gar der Arbeitsteilung. Neuartig war die Nutzung der Zeitstudie zur Analyse des Arbeitsablaufes und zu seiner Verbesserung. Mit dem Ziel, auf diese Art Verschwendung zu vermeiden, werden auch in der Industrie des beginnenden 21. Jahrhunderts wieder vermehrt Zeitstudien betrieben.

### Methode 2: Selektion und Instruktion
Taylor stellte heraus, dass nicht alle Menschen gleich seien und es deswegen für jede Arbeit den idealen Arbeiter, der alleine zu Höchstleistungen auf diesem Gebiet fähig ist, geben muss. Dieser sei ausfindig zu machen und für die Arbeit einzusetzen. Dabei ging er davon aus, dass wegen der guten Passung von Arbeit und Mensch sogar noch eine erhöhte Arbeitsfreude erreicht würde als bei weniger intensiver Personalselektion.
Die Arbeit sollte auf präzisen Anleitungen basieren, die das Management systematisch mit wissenschaftlichen Methoden zu erarbeiten und vorzugeben sowie deren Einhaltung zu überwachen hatte. Diesem Prinzip lag die Annahme zu Grunde, dass es einen besten Weg gäbe, eine Arbeit zu bewältigen (One-best-Way-Prinzip). Taylor ging es dabei – wie ebenfalls oft behauptet – nicht darum, dem Arbeiter sein Wissen zu entreißen. Er war vielmehr davon überzeugt, dass der Arbeiter aufgrund seiner mangelnden wissenschaftlichen Ausbildung die effizienteste Arbeitsmethode gar nicht selbst herausfinden kann. Vielmehr sei es Aufgabe der Arbeitsingenieure, diese zu ermitteln und dann die Arbeiter entsprechend zu unterweisen und anzuleiten.

### Methode 3: Motivieren
Taylor hatte ein durchaus positives Menschenbild und ging vom Vorhandensein einer grundsätzlichen Arbeitsbereitschaft aus, die allein durch die bisherigen Systeme der Werkstattsteuerung, also der angewandten Managementmethode, behindert würde. Gleichwohl lag es ihm am Herzen, die Bereitschaft, sich seinem System zu unterwerfen durch einen Entgeltanreiz zu unterstützen. Da er erhebliche Leistungssteigerungen versprach, forderte er mindestens 30 % bis zu 60 % mehr Arbeitsentgelt als auf traditionell gesteuerten, gleichartigen Arbeitsplätzen gezahlt wurde. Geld wurde also als Motivationsinstrument eingesetzt, indem die Bezahlung von der erbrachten Leistung abhängig gemacht wurde.
Das von Taylor vorgeschlagene Leistungsentgeltsystem nannte er „differenzierte Stücklohnsätze“ und es hatte die Eigenschaft, dass der Arbeiter, soweit er die vorgegebene maximale Leistung tatsächlich erreichte, einen ausgelobten, hohen Lohn erhielt. Blieb die Leistung jedoch dahinter zurück, wurde der Lohn anteilig gekürzt. In der Taylorismuskritik an diesem System steht vor allem dieses Malusprinzip im Mittelpunkt. Kaum mal erwähnt dabei wird, dass der vorgegebene Maximallohn deutlich über dem für solche Arbeiten üblichen lag. Taylor wollte den erhöhten Lohn nicht als Entlohnung der Stückleistung verstanden wissen, sondern als Motivation, dass der Arbeiter sich den Vorgaben unterwarf. Tat er dies, so Taylors Überzeugung, stellte sich die Leistung automatisch ein.
Trotz des breiten Raumes, den Entgeltthemen bei Taylor einnahmen, waren seine Vorstellungen über Motivation nicht darauf beschränkt. Zumindest zwei Beiträge zur modernen Motivationstheorien werden heute gesehen, nämlich zur VIE-Theorie und zur Zielsetzungstheorie. Bedeutsam ist, dass er herausfordernde aber erreichbare Ziele forderte, sorgfältig ausgewählte und ausgebildete Arbeiter, präzise Aufgaben, rasches Feedback über Ergebnisse und Fortschritte sowie neben Entgelt auch nicht finanzielle Leistungsanreize wie Beförderungen vorsah.

## Entwicklung und Anwendung des Scientific Management

### Scientific Management in Taylors Zeit

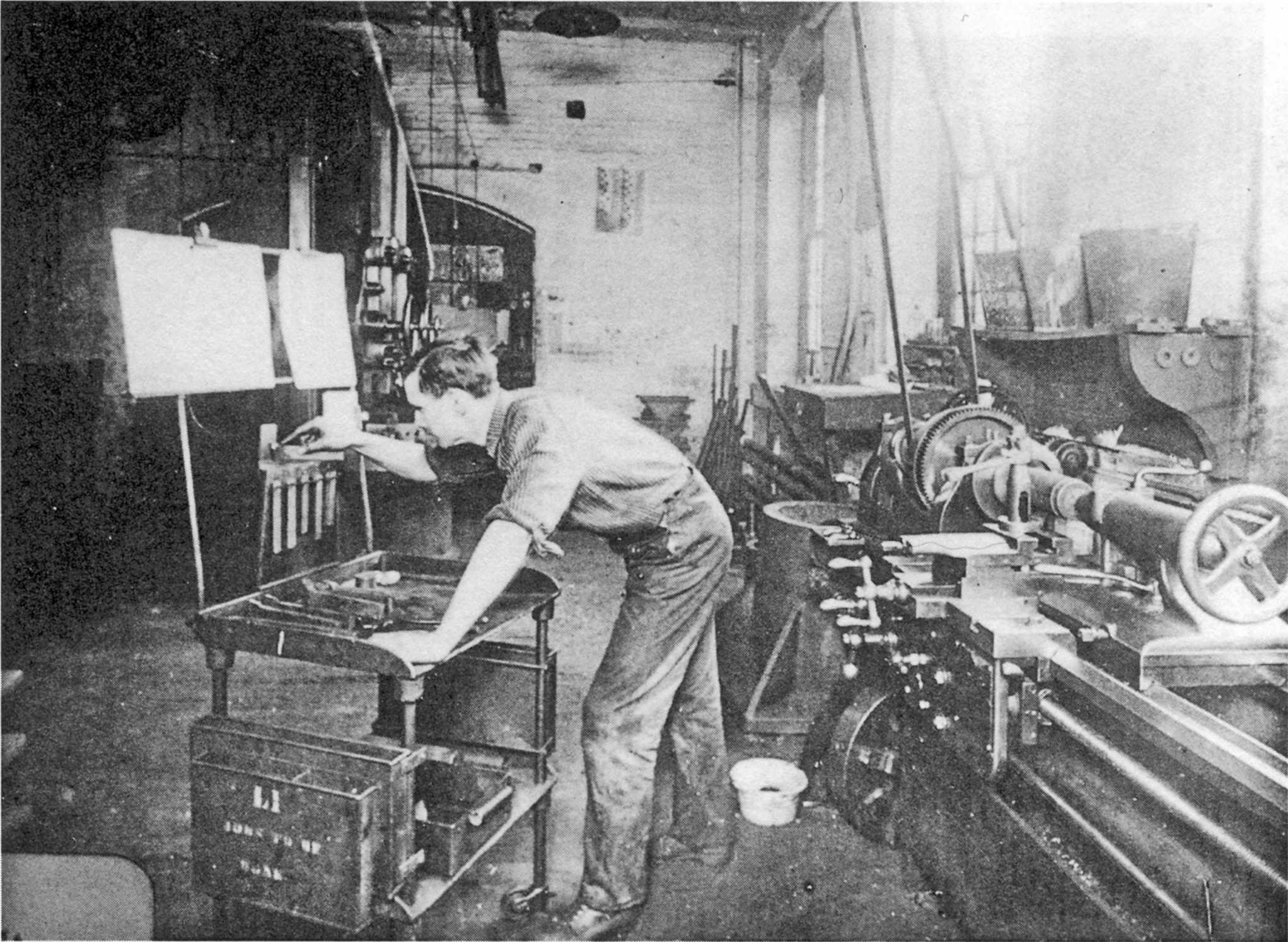
Mechaniker bei Tabor Co. einer der Vorzeigefirmen Taylors um 1905

Ab 1882 ließ Taylor groß angelegte Zeitstudien durchführen, führte Leistungslohnsysteme ein und entwickelte neue, wissenschaftlich begründete, detaillierte Arbeits- und Bewegungsabläufe zur Steigerung der Leistung der Arbeiter. Dadurch kam es zu einer stark zunehmenden Rationalisierung in den Betrieben: Die Arbeiter bekamen eine normgerechte Umgebung mit standardisierter Beleuchtung, Werkzeugen und Betriebsabläufen. Im Gegenzug wurde ihnen Selbstbestimmtheit und Eigenverantwortung mehr und mehr abgesprochen. Der Arbeiter war jetzt nur noch für die Ausführung der Arbeit an sich zuständig, nicht mehr für deren Planung und Vorbereitung und das Lösen von Problemen.
Taylor publizierte seine Ideen zunächst in Vorträgen vor der American Society of Mechanical Engineers (ASME), deren Vorsitzender er in dieser Zeit war, und gab sie in verschiedenen Werken, meist über die ASME, heraus. Als erstes erschienen 1885 seine Ideen zu Stück-Lohn-Systemen, dann folgte, 1903, Shop Management und schließlich, 1911, Scientific Management.
Seine Erfolge brachten ihm viel Aufmerksamkeit, viele Gefolgsleute und mehr oder weniger fähige Nachahmer, aber auch erbitterte Kritik und Widerstände (siehe: Taylorismus). Scientific Management wurde zum Politikum mit den typischen Folgen solcher interessensgeleiteter Rezeptionen und eskalierte bis zu Verhandlungen vor einem amerikanischen Kongressausschuss. Die unterschiedlichen, meist nur Teilaspekte aufgreifenden praktischen Umsetzungen ließen den Begriff des Scientific Management rasch unscharf werden. Theorie und Praxis des Scientific Management unterschieden sich in den USA bereits 1915 deutlich voneinander. So stellte der Leiter der vom amerikanischen Kongressausschuss eingesetzten Untersuchungskommission, Robert Hoxie, in dem Jahr fest, dass die Experten für Fragen der Effizienz ihre Dienste kurzfristig orientiert anböten und nicht die Fähigkeiten oder Bereitschaften zeigten, Wissenschaftliche Betriebsführung in Übereinstimmung mit den Vorstellungen Taylors einzuführen.
Teile von Taylors Konzepten gelangten nicht zu Umsetzung. Dies gilt besonders für das Konzept der Funktionsmeister. Soweit man das bezogen auf Personen wörtlich nimmt und nicht als personifizierte Funktionenbeschreibungen auffasst, gelang das nicht einmal Taylor selbst in seinen Vorzeigebetrieben.

### Entwicklung des Scientific Management nach Taylor
In den USA wurde 1912 die Taylor Society gegründet, die 1936 mit der Society of Industrial Engineers zur Society for the Advancement of Management verschmolz. Parallel dazu verschob sich der Sprachgebrauch dahingehend, statt von Scientific Management von Industrial Engineering zu sprechen.
Taylors Ideen wurden auch im Ausland rasch aufgegriffen.
Bereits 1907 erschien sein Standardwerk „Shop Management“ in Frankreich und man machte sich bei Michelin und Renault daran, nach den Vorgaben zu arbeiten. Das dortige, ungeschulte und generell mangelhaft ausgebildete Arbeitsstudienpersonal brachte das Scientific Management jedoch zunächst in Misskredit und verlangsamte seine Verbreitung in diesem Land.
Deutsche und niederländische Ausgaben von „Shop Management“ erschienen ebenfalls rasch. Unter anderem zur Verbreitung und Weiterentwicklung des Scientific Management erfolgte 1924 die Gründung des REFA. Durch die Einführung der Leistungsgradbeurteilung und der Verteilzeit wurde den Gewerkschaften eine „Hintertür“ zur Mitsprache geöffnet, was das System für diese akzeptabel machte. Anders als Taylor setzte man im Wesentlichen auf Akkordarbeit.
Ausgehend von der ersten internationalen Management-Konferenz 1924 in Prag erhielt Scientific Management einen starken Impuls in Polen, der damaligen Tschechoslowakischen Republik und Ungarn.
Es folgte eine Serie von Kongressen in Brüssel (1925), Rom (1927), Paris (1929), Amsterdam (1932), London (1935) und Washington (1938) mit durchschnittlich 1.300 Teilnehmern. Die Organisation der Konferenzen kam 1927 in die Hände einer festen Einrichtung, des Le Comite International de l'Organisation Scientifique (CIOS) in Frankreich. Im selben Jahr wurde in den USA das International Management Institute (IMI) gegründet.
Lenin setzte sich intensiv mit Scientific Management auseinander und gilt als Verehrer von Taylors Ideen. Für ihn war es der Schlüssel, um aus den russischen Bauern Industriearbeiter zu machen. In Korrespondenz mit der amerikanischen Taylor-Society wurde durch Alexei Gastew ein Institut für wissenschaftliche Arbeitsorganisation errichtet und betrieben. Mit ansteigenden Spannungen zur westlichen Welt wich dieses ausdrücklich amerikanisch basierte Vorgehen einer Gegenbewegung, die „mit den veralteten technischen Normen [...] projektierten Leistungsfähigkeiten“ brechen, dem Stachanovism (siehe auch: Stachanow-Bewegung). Analog dazu gab es in der DDR die Henneke Bewegung, die das „Refasystem“ ablösen sollte.
In Japan erschien Scientific Management 1911, die Übersetzung ins Japanische erfolgte 1913. In den folgenden Jahren wurden dort einige Organisationen zur Entwicklung des Scientific Managements gegründet, die zum größten Teil 1927 in der japanischen Vereinigung der Vereine zur Effizienzforschung aufgingen, welche die Zeitschrift Industrielle Effizienz herausgab. Die hohen Produktivitätserfolge in Japan werden auf eine besonders konsequente Anwendung der Grundsätze des Scientific Management zurückgeführt. Eine systemische Betrachtung legt selbst beim Toyota-Produktionssystem die Anwendung dieser Grundsätze offen. Dass die Wurzeln dort liegen, wurde auch von Taiichi Ōno 1988 nahegelegt.
Nur in England stellten sich die sehr starken Gewerkschaften zusammen mit bedeutenden Unternehmern wie beispielsweise John Cadbury, teils als Replik auf Taylors rigides Vorgehen bei der Lizenzvergabe auf seine Patente wie den Schnelldrehstahl, gegen den „Taylorismus“, der – so in die Zange genommen – dort lange nicht zur Blüte kam.

### Scientific Management in der Managementausbildung
Eine der ersten amerikanischen „Management Schools“, die heute noch bedeutsame Wharton School, wurde von Joseph Wharton gegründet. Wharton kannte Taylors Ideen als Insider aus seiner Arbeit im Vorstand von Bethlehem Steel, wo Taylor viele seiner Ideen entwickelt hatte, genau. Taylor trat an der Wharton School als Gastdozent auf.
Ebenfalls lehrte er an der, von den sehr pragmatisch vorgehenden deutschen Ingenieursschulen geprägten, ebenfalls heute noch wichtigen Tuck School of Business.
In dieser deutschen Tradition unterrichtete damals auch die Harvard Business School. Dort wurden Taylors Ideen grundlegend in das Ausbildungskonzept integriert. Taylor selbst, dem Universitäten zu theoretisch waren, war zur Lehre in Harvard, die er von 1909 bis 1914 übernahm, nur durch den Hinweis zu bewegen, dass man sein System mit oder ohne seine Mitwirkung dort lehren werde.
Die Grundstrukturen moderner Managementausbildungen an den einflussreichsten amerikanischen Managementschulen wurden also durch Taylors Ideen mitgeprägt.

### Wesentliche Weiterentwicklungen und intermediäre Strukturen
Die Umsetzung und Weiterentwicklung der Methoden des Scientific Management erfolgte in den meisten Ländern zunächst über Unternehmensberater, die somit als Intermediäre fungierten und erst später, als Industrial Engineering (in Deutschland: Arbeitsingenieurwesen/Arbeitswissenschaft), durch universitäre Forschung und Lehre. Die Problematik bei der Verbreitung durch Berater ist die schwierige Unterscheidbarkeit zwischen Seriosität und Scharlatanerie (siehe auch: Taylorismus). Der Wettbewerb unter den Beratern führt zudem zu häufigen Scheininnovationen, die für die Klienten selbst bei seriösen Angeboten rasch eine hohe Unübersichtlichkeit bedeuten.
In Deutschland etablierten namhafte Industrielle wie beispielsweise Carl Friedrich von Siemens mit staatlicher Unterstützung aus dem Wirtschaftsministerium semi-staatliche Verbände, die als Intermediäre ausgewählter und abgestimmter Methoden dienen sollten. Ziel war, dass eigene Mitarbeiter die Methoden in den Organisationen umsetzen und sie ohne Zwischenschaltung von Beratern direkt ausgebildet werden sollten. So entstanden zunächst das RKW und später der REFA. Die Verbreitung über Berater lief deswegen in Deutschland schleppend. Lediglich der Bedaux-Gesellschaft gelang es, in Deutschland im nennenswerten Umfang Fuß zu fassen. Sie wurde 1926 gegründet und 1933 von der Nazi-Regierung geschlossen. Dagegen wurden beispielsweise auch in Frankreich ähnliche Institutionen unter Beteiligung des Staates und der Spitzenverbände der Wirtschaft gegründet, ohne dass diese an den Erfolg ihrer deutschen Pendants auch nur entfernt anknüpfen konnten.
Unter den Beratern, die wesentliche eigene Entwicklungen zum Scientific Management beitrugen, ragen die Gilbreths und Charles Bedaux besonders heraus.

### Neuzeitliche Entwicklung und Kritik
Nach dem Zweiten Weltkrieg waren Akkordlohn und der Einsatz der Stoppuhr zur Ermittlung der Sollzeiten und zugehörige Abrechnungssysteme weltweit in den verschiedensten Varianten nicht nur in der Industrie üblich. Verschiedene Einflüsse und Ideen, unter anderem Fords, waren hinzugekommen und hatten sich unspezifisch vermischt. Mit Taylor wurden die Systeme kaum mehr direkt in Verbindung gebracht. Bereits an der Entwicklung der Teilnehmerstrukturen der CIOS-Konferenzen wurde das deutlich. Es kamen mehr und mehr Top-Manager und weniger Ingenieure. Auf der ersten Nachkriegskonferenz 1947 stellte man fest, dass „Scientific Management“ zu einem Sammelbegriff für alle produktivitätssteigernden Techniken geworden war.
Erst in den 1970ern, als sich durch Automatisierung und den Folgen aus dem Wandel vom Verkäufer- zum Käufermarkt die Anforderungen an Produktionsprozesse einerseits radikal veränderten, andererseits aber die Möglichkeiten des Outsourcing und die Möglichkeit schlecht ausgebildete und bezahlte Gastarbeiter einzusetzen, das Sterben der nun schon traditionellen Strukturen hinauszögerten, kam er, in seinen Ideen meist nur mangelhaft rezipiert, als abzulösendes Gegenmodell unter dem wie ein Schimpfwort verwendeten Begriff Taylorismus wieder ins Gespräch.
Erreichten die Versuche, Arbeitsorganisationen neu zu denken und durch Arbeitsstrukturierung tradierte, „tayloristische“, Formen zu beseitigen in den frühen 1990ern einen Höhepunkt, so zeigt sich zu Beginn des 21. Jahrhunderts, dass die Prinzipien des Scientific Management die aus Calvinistischer Tradition stammende Shareholder-Value-Ideologie zusammen mit der Prinzipal-Agent-Theorie gut unterstützen. So kehren Taylors Ideen auf breiter Front in viele Unternehmen – unter vielfältigen neuen Bezeichnungen – und Werkhallen zurück.
Aus Sicht des 21. Jahrhunderts können der Konzeption des Scientific Management mindestens folgende anhaltende Impulse entnommen werden:
1. Zur Sicherung der Wettbewerbsfähigkeit ist es notwendig, kontinuierlich an der Senkung der Stückkosten zu arbeiten.
2. Unternehmensleitung und Mitarbeiter bilden eine Interessengemeinschaft.
3. Das Verbessern von Arbeitsverfahren gehört zu den Kernaufgaben des Managements.
4. Das mittlere Management bildet das Rückgrat eines funktionierenden Unternehmens.
5. Arbeiter und Management sind auf kooperative Zusammenarbeit angewiesen.